# ساتوشي ماتسودا
ساتوشي ماتسودا (باليابانية: 松田 悟志
) هو ممثل ياباني، ولد يوم 16 ديسمبر 1978 في هيرانو-كو في اليابان.

## روابط خارجية
- ساتوشي ماتسودا على موقع IMDb (الإنجليزية)
- ساتوشي ماتسودا على موقع ميوزك برينز (الإنجليزية)
- ساتوشي ماتسودا على موقع قاعدة بيانات الفيلم (الإنجليزية)